# Korber Kopf
Der Korber Kopf ist eine 456 m ü. NHN hohe Erhebung als Ausläufer der Buocher Höhe in Baden-Württemberg.

## Geographische Lage
Der Gipfel befindet sich rund 500 m in nördlicher Richtung vom Korber Ortsrand entfernt.
In Richtung Osten folgt der Hanweiler Sattel und anschließend in südöstlicher Richtung der Hörnleskopf, gefolgt vom Kleinheppacher Kopf. Er ist somit der nördlichste Berg der Bergkette über Korb.
Nordöstlich des Gipfels befindet sich Wald, während die Hänge in den anderen Richtungen als Weinberge genutzt werden.

## Besonderheiten
Am Berg befindet sich ein Aussichtsplateau mit Blick über Korb und das untere Remstal bis nach Stuttgart.
Des Weiteren befindet sich ein Skulpturenrundweg („Köpfe am Korber Kopf“) am Berg, welcher der Korber Künstler Guido Messer konzeptioniert hat.
Außerdem existiert ein geologischer Lehrpfad unterhalb des Gipfels.